# Prince's Grant Golf Club
De Prince's Grant Golf Club is een golfclub in KwaDukuza, Zuid-Afrika. De club heeft een 18-holes golfbaan met een par van 72.
De golfbaan werd ontworpen door golfbaanarchitect Peter Matkovich. De fairways werden beplant met kikuyugras, een tropische grassoort, en de greens met struisgras.
De golfbaan ligt gelegen aan de kust van de Indische Oceaan.

## Golftoernooien
- Vodacom Series: 1998
- South African Pro-Am Invitational: 2009 & 2010